# Wienicy
Wienicy (ros. Веницы) – wieś (dieriewnia) w Rosji, w obwodzie wołogodzkim, w rejonie ustiużeńskim. W 2010 liczyła 196 mieszkańców.